# Agustín Penas
Agustín Ricardo Penas (n. Goya, Corrientes; 28 de marzo de 1910-f. Buenos Aires, 25 de diciembre de 1970) fue un militar argentino que alcanzó el grado de almirante. Fue comandante de Operaciones Navales (jefe de la Armada) desde el 21 de noviembre de 1961 hasta su pase a retiro el 26 de septiembre de 1962. Así, fue uno de los protagonistas del golpe de Estado del 28 de marzo de 1962 que derrocó a Arturo Frondizi.

## Familia
Penas nació el 28 de marzo de 1910 en la ciudad correntina de Goya, hijo del señor José Pedro Penas (1875 - 1939), un inmigrante vasco y de la señora Isaura Elisa Colomer Trim (1880 - 1917). Fruto de ese matrimonio nació su hermano Rubén Mariano (1913 - 1994), quien también fue marino y alcanzó la jerarquía de Capitán de Fragata.
Agustín Penas contrajo nupcias con la señora María Inocencia de la Cruz en 1932. Este matrimonio tuvo dos hijos: Agustín Ricardo (n. 1934) y José Pedro (n. 1940).

## Carrera
Penas ingresó a la Escuela Naval Militar en 1927, tras haber terminado de cursar sus estudios secundarios el año anterior. Egresó de dicha institución con el noveno mejor promedio de la promoción 57. Entre sus compañeros se destacan Arturo Rial y Alberto P. Vago y junto a ellos compartió el viaje de instrucción número 29 de la Fragata Sarmiento, que se extendió del 21 de febrero al 24 de noviembre de 1931. El itinerario fue el siguiente: Buenos Aires - Mar del Plata - Miramar - Bahía de San Sebastián - Archipiélago de Año Nuevo - Bahía de Crossley - Bahía Aguirre - Ushuaia - Punta Loyola - Puerto Santa Cruz - Bahía del Oso Marino - Comodoro Rivadavia - Bahía Bustamante - Camarones - Puerto Madryn - Golfo de San José - Bahía San Antonio - Puerto Belgrano - Pernambuco - Barbados - Nueva York - Boulogne sur Mer - Southampton - Bremen - Brest - Casablanca - Sao Vicente - Río de Janeiro - Buenos Aires.

### Destinos relevantes
Una vez egresado realizó un curso en la Escuela de Aplicación de Oficiales en el año 1937, y entre los años 1947 y 1951 reazlizó en la Escuela de Guerra Naval el curso de Oficial de Comando y Estado Mayor Naval, título que le permitió posteriormente ascender a los grados reservados para los Oficiales Superiores, es decir, Contralmirante, Vicealmirante y Almirante.
Como Capitán de Fragata comandó en 1949 la Cañonera Rosario durante el año 1949.
Ostentando el rango de Capitán de Navío, Agustín Penas toma el comando del ARA Almirante Brown (C-1) a principios del año 1955. El buque se encontraba en situación de reserva, sin actividad militar, pero con la tripulación necesaria para su alistamiento, realizando tareas de conservación, pero prosiguiendo los trabajos en máquinas, para ponerlo en situación de actividad.
Producido el levantamiento del 16 de junio de 1955, Agustín Penas, el oficial más antiguo en la zona de Puerto Belgrano, es puesto preso, y llevado a Buenos Aires para ser juzgado por su responsabilidad en dicha sublevación militar contra el gobierno de Juan Domingo Perón. Sin embargo, tres meses después sería liberado y reincorporado al servicio activo y promovido a Contralmirante, tras la Revolución Libertadora.
Siendo ya Contralmirante en 1959 tomó posesión del Comando de la Flota de Mar, cargo en el cual estuvo al frente hasta finales de 1960, cuando se lo promovió a Vicealmirante.
A principios de 1961 es designado Comandante en Jefe de la Flota de Mar. Once meses después, más precisamente el 29 de diciembre de ese mismo año, Penas es designado Comandante de Operaciones Navales, título con el cual en aquel entonces se designaba a los titulares de la Armada de la República Argentina.

### Derrocamiento de Arturo Frondizi
Tras los resultados de las elecciones a gobernadores, diputados y senadores nacionales el peronismo, representado bajo el nombre de otros partidos debido a su proscripción desde 1955, logró muy buenos resultados. Desde ese momento, el presidente Arturo Frondizi recibió presiones casi asfixiantes por parte de las Fuerzas Armadas. Con la presión explícita o implícita de los militares, Frondizi redactó decretos que dictaban la intervención de ocho provincias en las cuales el peronismo había ganado las gobernaciones. Esto sólo sirvió de combustible para darle mayores proporciones a la crisis desatada por las presiones de los sectores castrenses.

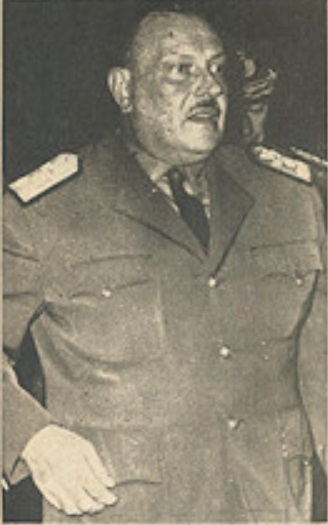
Almirante Agustín Penas en 1962, durante la crisis de Azules y Colorado

Desde las filas militares se constituyó el «comité de los doce», compuesto por los cuatro generales, almirantes y brigadieres más antiguos de cada arma. Particularmente desde la Armada, que era comandada por Penas, argumentaron que el presidente incumplía con su juramento constitucional de respetar las leyes tras decretar la intervención, y a partir del 20 de mayo comenzaron a presionar para que el presidente presentara su renuncia voluntaria para que luego tomara su lugar otro mandatario constitucional o, si Frondizi no aceptaba, derrocarlo. En primera instancia, la Fuerza Aérea Argentina y el Ejército Argentino no apoyaban por completo la idea de dar un golpe de Estado, en cambio, proponían que el presidente siguiera en su cargo con la condición de que nombrara un nuevo gabinete de coalición designado por las Fuerzas Armadas y siguiera un plan de gobierno trazado por los titulares de cada una de las fuerzas, es decir, por el Teniente General Raúl Poggi, el Brigadier General Cayo Alsina y el Almirante Agustín Penas. Pero, en caso de una negativa del primer mandatario, las Fuerzas Armadas lo desalojarían del poder y asumiría un gobierno militar. El Almirante Penas y su Consejo de Almirantes, sus subordinados inmediatos en la cadena de mandos, aprobaron la iniciativa propuesta por el hecho de que preferían mantener la unidad en el frente militar. Sin embargo, se reservaron el hecho de cambiar su postura en el transcurso de los acontecimientos. Una vez acordado esto, llevaron éste planteo al Presidente de la Nación.
Si bien Frondizi aceptó el planteo y convocó a dirigentes de partidos no vinculados al peronismo para constituir un gabinete nuevo, la iniciativa fracasó. Consciente de que su presidencia se estaba extinguiendo, recurrió al Teniente General Pedro Aramburu, quien anteriormente desalentó varios intentos golpistas contra el presidente radical. El expresidente militar accedió a la propuesta y obró como mediador de Frondizi y el Comité de los doce. Una vez acordado el gabinete y el plan político a seguir con el comité militar, Aramburu pidió un tiempo prudencial para evaluar los resultados.
Aunque los titulares del Ejército y de la Aeronáutica se mostraron dispuestos a esperar, Penas, el titular de la Marina, insistió en que el presidente había agotado todas las intencias y debía renunciar o ser cesanteado de su cargo por medio de un golpe militar. El Ministro de Marina, representante político de dicha fuerza, muy sutilmente le sugirió a Arturo Frondizi que debía renunciar o que mínimamente pidiera una licencia en su cargo hasta que la tensión política se normalizara. Pero Frondizi no aceptó.
El 25 de marzo, el Ejército comenzó a manifestar abiertamente, por medio de su Comandante en Jefe, Raúl Poggi, un cambio de postura respecto a Frondizi, principalmente por las presiones de la oficialidad media y el generalato. Para la mañana del 27 de marzo ya era evidente la inclinación de las fuerzas armadas por derrocar al presidente, por lo que Aramburu, quien obraba como mediador entre los sectores castrenses y el primer mandatario, decidió abandonar dicha función y sellando el destino del gobierno constitucional.
Si bien el embajador estadounidense Robert Mac Clintock intentó persuadir a los militares golpistas de que reconsideraran la actitud de desalojar a Arturo Frondizi del gobierno, advirtiendo de que si eso ocurría, el nuevo gobierno militar no obtendría apoyo económico por parte de los Estados Unidos. De hecho, se entrevistó con el Almirante Agustín Penas y el Vicealmirante Jorge Palma, de la Marina, en una reunión que tuvo lugar el 27 de marzo a las 23:00 horas.
Sin embargo, la situación fue empeorando cada vez más y la posición de los militares ya era una sola: echar a Frondizi de su cargo. En la mañana del 29 de marzo Frondizi es depuesto por los tres jefes de las Fuerzas Armadas, arrestado y enviado a la Isla Martín García, donde el jefe de la Armada, Agustín Penas, anunció que dicha fuerza asumiría los gastos de la estadía del recientemente depuesto presidente.

### Pase a retiro
Agustín Ricardo Penas abandonó el cargo de comandante de Operaciones Navales el 26 de septiembre de 1962, cuando la Argentina se encontraba inmersa en una profunda crisis institucional y militar que tuvo lugar durante la gestión de José María Guido, sucesor del depuesto Arturo Frondizi. El vicealmirante Leandro Mateo Beltrán Maloberti reemplazó a Penas el 2 de octubre de ese mismo año.